# Too Tough to Die
Albums de Ramones
Subterranean Jungle
(1983) Animal Boy
(1986)
Too Tough to Die est le huitième album des Ramones proche du Punk hardcore, en particulier la chanson Wart Hog.

## Historique
Too Tough to Die est le premier album des Ramones auquel Richie participe.
La couverture de l'album fait référence au film Orange mécanique.

## Liste des pistes
1. Mama's Boy (Johnny Ramone, Dee Dee Ramone, Tommy Ramone) – 2:09
2. I'm Not Afraid of Life (Dee Dee Ramone) – 3:12
3. Too Tough to Die (Dee Dee Ramone) – 2:35
4. Durango 95 (Johnny Ramone) – 0:55
5. Wart Hog (Dee Dee Ramone, Johnny Ramone) – 1:54
6. Danger Zone (Dee Dee Ramone, Johnny Ramone) – 2:03
7. Chasing the Night (Lyrics: Joey Ramone, Dee Dee Ramone) – 4:25
8. Howling at the Moon (Sha-La-La) (Dee Dee Ramone) – 4:06
9. Daytime Dilemma (Dangers of Love) (Joey Ramone) – 4:31
10. Planet Earth 1988 (Dee Dee Ramone) – 2:54
11. Humankind (Richie Ramone) – 2:41
12. Endless Vacation (Dee Dee Ramone, Johnny Ramone) – 1:45
13. No Go (Joey Ramone) – 3:03

### 2002: version élargie (chansons bonus)
1. Street Fighting Man (Mick Jagger, Keith Richards) – 2:56
2. Smash You (Ramones) – 2:23
3. Howling at the Moon (Sha-La-La) (Demo Version) (Dee Dee Ramone) – 3:17
4. Planet Earth 1988 (Dee Dee vocal version) (Dee Dee Ramone) – 3:02
5. Daytime Dilemma (Dangers of Love) (Demo Version) (Joey Ramone, Daniel Rey) – 4:06
6. Endless Vacation (Demo Version) (Dee Dee Ramone, Johnny Ramone) – 1:46
7. Danger Zone (Dee Dee vocal version) (Dee Dee Ramone, Johnny Ramone) – 2:07
8. Out of Here (Ramones) – 4:10
9. Mama's Boy (Demo Version) (Johnny Ramone, Dee Dee Ramone, Tommy Ramone) – 2:15
10. I'm Not an Answer (Ramones) – 2:16
11. Too Tough to Die (Dee Dee vocal version) (Dee Dee Ramone) – 2:35
12. No Go (Demo Version) (Joey Ramone) – 3:05